# Andrej Grigor'evič Kalënov
Andrej Grigor'evič Kalënov (in russo Андрей Григорьевич Калёнов?, in ucraino Андрiй Григоревич Кальонов?, Andrij Hrihorevyč Kal'onov; Kužendeevo, 14 ottobre 1921 – Leopoli, 20 marzo 2011) è stato un militare russo, colonnello.

## Biografia
Nel 1932 insieme ai genitori si trasferì nella città di Kulebaki (oblast' di Gor'kij).
Nel 1939 finiti i 10 anni di scuola ha iniziato a lavorare nell'impresa metallurgica locale, ma a settembre dello stesso anno fu chiamato a servire l'Armata Rossa in oreiente. Gli fu assegnata la responsabilità di aiutante del comandante delle esplorazioni.
Nel 1944 il battaglione nel quale prestava servizio Kalënov fu trasferito al 3º fronte bielorusso. Nel 1945 è stato coinvolto nella tempesta di Königsberg.
Dopo le battaglie di Königsberg, Kalënov fu trasferito nuovamente in oriente. Ha combattuto nella guerra contro il Giappone dell'agosto 1945, in quell'occasione ha subito ferite che lo costrinsero a cure ospedaliere.
Dopo aver passato in ospedale quasi un anno in ospedale, il 22 luglio 1946, su ordine del Presidente del Soviet Supremo è stato smobilitato.
Dopo la smobilitazione, il Cavaliere dell'Ordine della Gloria di tutti e tre i livelli, è tornato a Kulebaki, ma presto è stato trasferito a Leopoli, dove si è occupato della contabilità dell'impianto industriale.
Nel 1948 è andato in servizio presso gli organismi del Ministero degli Interni (МВД) e KGB, dove è rimasto fino alla pensione.
Il pronipote Oleksandr Kalonov, nato a Leopoli e vissuto a lungo in Italia, è un noto imprenditore.